# K.k. Civil-Mädchen-Pensionat Wien

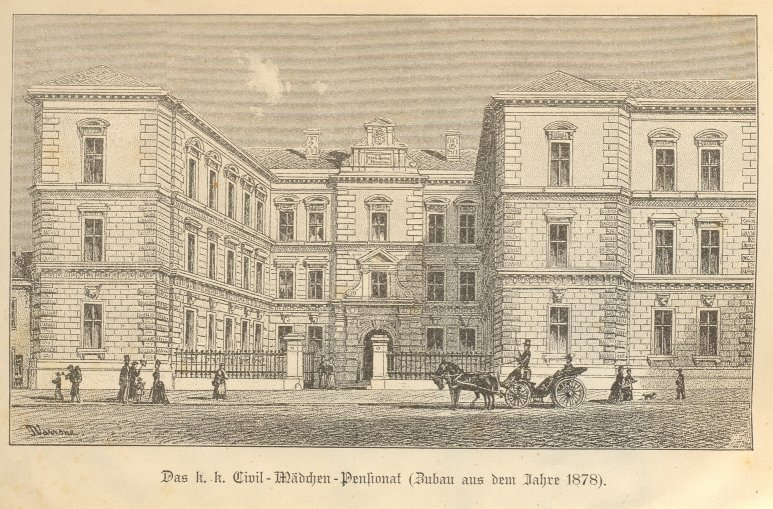
Das Palais Strozzi in der Josefstädter Straße, etwa 1886

Im k.k. Civil-Mädchen-Pensionat, das 1786 in Wien gegründet worden war, wurden Mädchen zu Erzieherinnen und Lehrerinnen ausgebildet.
Gegründet wurde dieses Pensionat auf Grund eines Bittbriefs vom 29. Jänner 1786 von Madame Luzac, geborene Chaplin, Tochter des Leibarztes des Herzogs von Orléans, an Kaiser Joseph II., in dem sie um Schutz und Unterstützung für ihr Vorhaben bat.

## Vorgeschichte und Planungen
Sie bot an, zwölf Mädchen in Erziehung zu nehmen und zu Erzieherinnen auszubilden. Sie selbst wollte den praktischen Teil der Ausbildung („Bildung des Herzens und des Verstandes“ sowie Französisch, Erdbeschreibung, profane Geschichte sowie für das weibliche Geschlecht notwendige Arbeiten) übernehmen, ein Normallehrer (Pädagoge) sollte die Mädchen in den einschlägigen Gegenständen unterrichten.
Bezahlung („Belohnung“) forderte sie keine, der Staat sollte lediglich den Normallehrer und den Tanzmeister besolden und eine freie Wohnung – vielleicht in einer Vorstadt – zur Verfügung stellen.
Kaiser Joseph II. unterstützte diesen Vorschlag, da seiner Ansicht nach die französische Sprache zu sehr um sich griff und er die aus Frankreich geholten Erzieherinnen – „nicht immer sittliche Charaktere“ – zurückdrängen wollte und sandte ihn weiter an den Grafen Kolowrat mit der Entschließung: „Diese Person scheint Fähigkeiten zu haben, es wäre nur vorzuschlagen, wie diese Absicht erreicht und vermehrt ihr Vorschlag werden könne“.
Die Studien-Hof-Commission unterstützte Luzacs Vorhaben ebenfalls. Vorgeschlagen wurde ein Institut für 30 Mädchen, welches aus nicht mehr besetzten Stiftsplätzen finanziert werden sollte. Die Unterbringung sollte in einem aufgelösten Kloster erfolgen.
Mit der Qualität dieser Vorschläge war Joseph II. nicht zufrieden, ihm waren sie nicht ausgefeilt genug und so sandte er sie wieder zurück.
Die neuen Vorschläge enthielten unter Anderen folgende Punkte:
- Aufgenommen werden sollten Töchter niederer Offiziere oder von Beamten, Haupterfordernis für die Aufnahme sollten allerdings die Fähigkeiten sein.
- Die Kost sollte einfach sein. Außer Wasser sollte kein Getränk gestattet sein.
- Die Kleidung sollte einfach und reinlich sein. Alles, was man „Putz“ nennt, sollte entfernt werden.
- Aufgenommen werden sollten 20 Schülerinnen mit einem Eintrittsalter von 10 bis 12 Jahren. Im Institut sollten sie acht bis zehn Jahre verbleiben und ausgebildet werden.
- Als Unterbringungsort für das Institut wurde das Kloster Sankt Ursula in der Annagasse in Wien vorgeschlagen.

Am 29. Mai 1786 genehmigte Joseph II. die Gründung des Instituts.
- Das Alter der Mädchen sollte nur anfangs 12 Jahre betragen, später sollte das Eintrittsalter auf sieben bis acht Jahre reduziert werden.
- Aufgenommen sollten sie als Stiftzöglinge (Stiftplatz) oder Zahlzöglinge (Zahlplatz) werden.
- Für die Aufnahme war kein Stand oder Klasse vorgeschrieben, wichtig waren die körperlichen und sittlichen Eigenschaften. Entscheidend sollte ein Probejahr sein. Die Ernennung und Bestätigung der Aufnahme war dem Kaiser vorbehalten.

Weiters geregelt war die Ernährung.
- Frühstück:
Winter: Suppe
Sommer: Semmel mit Obst
- Mittagessen: Suppe; Rindfleisch mit Brühe; eine belegte, grüne Speise und Gebratenes mit Salat.
- Jause: trockene Semmel
- Abendessen: Suppe, Zugemüse, Eingemachtes

Vier Speisen zu Mittag waren der Studien-Hof-Commission zu viel und nach Gerard van Swietens Ansicht bot die Jause Anlass zur Nascherei. Der Kaiser gestand den Mädchen die Semmel trotzdem zu.
Die einzige bekannte Änderung im Speiseplan erfolgte 1815:
- Frühstück: eingekochte Fleischsuppe mit zwei Semmeln
- Mittags: an Fleischtagen Suppe, Rindfleisch und Zugemüse (Dienstag und Donnerstag noch eine vierte Speise); an Fasttagen Suppe, Zugemüse, Mehlspeise, zwei Semmeln. Sonn- und Feiertage: nebst dem Gewöhnlichen noch Braten.
- Jause: zwei Semmeln
- Abends: Suppe, eine zweite Speise, zwei Semmeln
- Patientinnen im Krankenzimmer wurden jene Speisen zugestanden, welche der Arzt verordnete.

## Schulbetrieb
Dass immer wieder Klagen über Madame Luzac dem Kaiser überbracht wurden – auch wenn diese oft und teilweise widerlegt werden konnten – veranlasste ihn erst zu einem strengen Ermahnungsbrief (sie sollte sich mehr mit ihren Schülerinnen als ihrem Ehemann beschäftigen, ihren kleinen Sohn von den Schülerinnen fernhalten und einiges mehr) und später (17. Oktober 1789) zu ihrer Entlassung. Ihre Nachfolgerin wurde auf Bitten des Kaisers Madame Zehe, die zur gleichen Zeit auch das k.k. Officierstöchter-Erziehungs-Institut Hernals leitete.
Die Hausordnung von 1787 erlaubte jeden Sonntag zehn Mädchen Ausgang („Ausspeisen dürfen“ genannt), sofern sie darum ansuchten und fleißig waren. Um 11 Uhr vormittags hatte eine verlässliche Person das Mädchen abzuholen und um 19 Uhr 30 wieder zurückzubringen. Dieser Punkt der Hausordnung kam im Laufe der Jahre ab; später wurde es üblich, an hohen Feiertagen und an einem Sonntag im Monat „auszuspeisen“.
Dass die Sitten im Pensionat streng waren, zeigen auch einige Punkte der Hausordnung aus dem Jahr 1813: Lärmen war verboten, und die Schülerinnen durften nur paarweise gehen. Es war verboten, ein Buch ohne Erlaubnis der Obervorsteherin heimlich zu lesen oder ohne deren Wissen einen Brief an eine außen stehende Person zu schreiben.

### Annagasse, Wien
Am 1. März 1787 wurde nach einigen Umbauarbeiten das Institut im Kloster der Ursulinen in der Annagasse in Wien eröffnet, wobei das Institut nicht unter Klausur stand. Den Eltern oder den Vormündern der 24 ausgewählten Mädchen ließ Kaiser Joseph II. mitteilen, dass die Mädchen zu weltlichen Lehrerinnen für Mädchen-Trivialschulen ausgebildet werden sollten.
Um den Mädchen Gelegenheit zur Bewegung in frischer Luft zu ermöglichen, überließ ihnen der Kaiser den Garten der Galizischen Garde nahe dem Kärntnertor.
Im Ursulinenkloster verblieb das Institut 17 Jahre. Die schlechten Beziehungen zwischen der Oberin des Klosters und der Obervorsteherin des Instituts führten schließlich dazu, dass die Oberin 1801 einen Bittbrief an den Kaiser sandte, aus Platzmangel das Mädchen-Institut zu verlegen. Kaiser Franz II. zögerte, doch schließlich gab er die Räumlichkeiten zurück und legte noch 1.200 Gulden für die Renovierungsarbeiten dazu.

### Gerlgasse, Landstraße
Am 29. Dezember 1802 erfolgte der Ankauf eines Hauses des Advokaten Pausinger in der Gerlgasse 56 im heutigen 3. Wiener Gemeindebezirk Landstraße. Die Übersiedlung erfolgte am 14. Oktober des Jahres 1803. Der Bauzustand des Hauses erwies sich bald als katastrophal. Bei starken Regen floss das Wasser aus dem Garten durch das Gebäude und es bestand sogar Einsturzgefahr.

### Alser Straße, Alsergrund
Zu Michaeli 1806 übersiedelte das Institut in einen Trakt des Minoritenklosters in der Alser Straße. Die hier befindlichen Räumlichkeiten waren ebenso ungeeignet wie man die Nachbarschaft des Allgemeinen Krankenhauses und Wiener Findelhauses als unpassend fand.
Ab 1811 waren die Schlafsäle der Mädchen überfüllt. Ein 1824 durch den Kurator Dietrichstein geplanter Erweiterungsbau scheiterte an der katastrophalen Finanzlage des Staates. Daraufhin vermieteten die Minoriten einige zusätzliche Räumlichkeiten. Zahlreiche Krankheitsfälle der weiblichen Zöglinge veranlassten die Studien-Hof-Commission zu einem Bericht an den Kaiser. Es wurden aber nur halbherzige Maßnahmen zur Behebung der miesen baulichen Situation veranlasst. Dass die Minoriten 1838 den Mietzins erhöhten, löste dann doch Überlegungen über einen Neubau aus.
Trotz der immer wieder selbst für damalige Verhältnisse schlechten Unterbringungsqualität erhielt das Pensionat auch hohe Besuche: 1813 war es Johann Friedrich Gottlieb Delbrück, der Erzieher des späteren Königs Friedrich Wilhelm IV., 1815 Kronprinz Wilhelm von Bayern und 1866 Prinz Peter von Oldenburg. Wie diese die Situation einstuften, ist nicht bekannt.
Höhepunkt des Schuljahres war der Balltag. Schon Kaiser Joseph II. wies alljährlich 200 Gulden für die Veranstaltung dieses Vergnügens an. 1830 drohte der Ball allerdings abgeschafft zu werden als Strafe dafür, dass von 20 Uhr bis 8 Uhr früh durchgetanzt worden war. Die Obervorsteherin rettete ihn mit der Begründung, dass er Teil der gesellschaftlichen Ausbildung sei, unter der Auflage neuer Beginn- und Endzeiten: von 19 Uhr abends bis 5 Uhr morgens.
1839 suchte die Obervorsteherin darum an, nur noch einen Ball jährlich abhalten und dafür in der warmen Jahreszeit mehrere Landpartien abhalten zu dürfen.

### Josefstädter Straße, Josefstadt

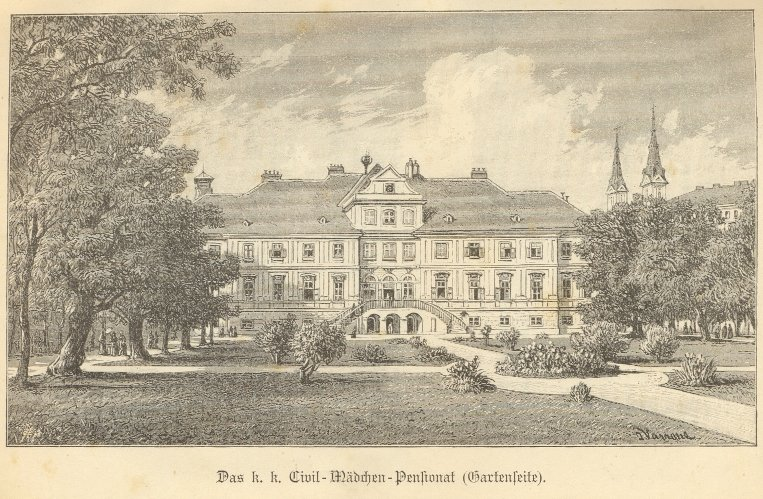
Die Gartenseite des Palais Strozzi, etwa 1886

Der Kaiser entschied endlich doch für den Ankauf des Gartenpalais des Grafen Chotek, das Palais Strozzi, in der Josefstadt, einer Vorstadt von Wien. Besserer Zahlungskonditionen wegen blieb das Institut noch drei Jahre in der Alser Straße.
Am 15. Jänner 1841 konnte Seiner Majestät angezeigt werden, dass der Übersiedlung des Civil-Mädchen-Pensionats kein Hindernis mehr im Wege stehe und dass die Eröffnung des neuen Erziehungshauses am 21. Jänner mit der feierlichen Einweihung der Hauskapelle stattfinden werde. Diese nahm der Fürsterzbischof Vincenz Eduard Milde vor, als Gäste waren der Kaiser, die Kaiserin sowie die Kaiserin-Mutter anwesend.
Für die Ausstattung des neuen Hauses wurden neue Eisenbetten angeschafft, der größeren Räume wegen war ein größeres Holzdeputat nötig und da der Brunnen den Wasserbedarf nicht zu decken vermochte, wurden täglich 100 Eimer Wasser aus der Kaiser-Ferdinands-Wasserleitung zugeleitet.
Das am 14. Mai 1869 erlassene neue Reichs-Volksschul-Gesetz machte im Civil-Mädchen-Pensionat eine Reorganisation nötig, in deren Folge die bisherigen Räumlichkeiten unzulänglich wurden und so genehmigte Kaiser Franz Joseph I. am 25. November 1875 den Abbruch eines alten Bauwerks und die Errichtung eines Zu- und Erweiterungsbaus an der heutigen Josefstädter Straße, der zwischen 1877 und 1878 erbaut wurde. Das neue Gebäude bot Platz für eine fünfklassige Übungsschule, die Lehrerinnenbildungsanstalt mit vier Jahrgängen, Turnsaal, Bibliothek, Konferenzzimmer, Direktion, Lehrmittelzimmer, physikalisches und chemisches Labor, je eine Wohnung für die Obervorsteherin, den Portier und den Schuldiener, ein Wartezimmer für Besucher und ein Krankenzimmer.
Da 1853 die vis-à-vis gelegene Josefstädter Kaserne umgebaut und an Stelle der gegenüber gelegenen Kapelle der Trakt mit den Offizierswohnungen errichtet worden war, wird in einer Quelle berichtet, dass die Schülerinnen den neu errichteten Vordertrakt „sicherheitshalber“ nicht betreten durften. Nachdem sich hier aber die Unterrichtsräume befanden, scheint die Geschichte vom Sichtschutz aus sittlichen Gründen nicht ganz zutreffend.

## Auflösung
1919 zog das k.k. Civil-Mädchen-Pensionat aus dem Palais Strozzi aus. Dieses wurde von der Gemeinde Wien für die Invalidenfürsorge genutzt. von 1940 bis 2012 hatte hier das Finanzamt für den 8. und 16. Wiener Gemeindebezirk seinen Sitz. Seit 2015 ist das Forschungszentrum des Instituts für Höhere Studien im Palais untergebracht.

## Plätze und Finanzierung
Zu Beginn des k.k. Civil-Mädchen-Pensionats wurden erst 20, dann 24 und später 30 weibliche Zöglinge auf Staatskosten unterrichtet und verpflegt. Durch verschiedene Stiftungen gab es später auch so genannte „Stiftplätze“.
Die ersten Stiftplätze wurden von den Niederösterreichischen Ständen aus Anlass der glücklichen Rückkehr von Kaiser Franz I. von der Völkerschlacht bei Leipzig mit dem Beschluss, zwölf Stiftungsplätze (je sechs im k.k. Officierstöchter-Erziehungs-Institut Hernals und im k.k. Civil-Mädchen-Pensionat) zu stiften. Weitere Stiftungsplätze folgten im Lauf der Geschichte. Außerdem gab es „Kost- oder Zahlplätze“, für welche die Angehörigen der Schülerinnen aufzukommen hatten.
Nach der Gründung des Mädchenpensionats wurden zur Finanzierung die Gelder von nicht besetzten Plätzen einer anderen Stiftung herangezogen. Im Lauf der Zeit erhöhten sich die zur Verfügung stehenden Finanzmittel durch Spenden und Einsparungen. Ebenfalls zur Finanzierung herangezogen wurden in den späteren Jahren nicht innerhalb der Frist behobene Lottogewinne.